# Pilidiella diplodiella
Pilidiella diplodiella är en svampart som först beskrevs av Speg., och fick sitt nu gällande namn av Crous & Van Niekerk 2004. Pilidiella diplodiella ingår i släktet Pilidiella och familjen Schizoparmaceae.   Inga underarter finns listade i Catalogue of Life.